# Шарья (локомотивное депо)
Локомотивное депо Шарья — предприятие железнодорожного транспорта в городе Шарья, принадлежит Северной железной дороге. Депо занимается ремонтом и эксплуатацией тягового подвижного состава.
Разделилось на две составляющие: «оборотное эксплуатационное депо ТД-62» и «ремонтное локомотивное депо Шарья Северной Дирекции по ремонту ТПС СП Дирекции по ремонту ТПС — филиала ОАО „РЖД“ ТЧР-33». Ремонтное локомотивное депо Депо, является базовым по ремонту тепловозов серии ЧМЭ3 на Северной железной дороге.
Эксплуатационное депо ТД-62 сосредоточено на эксплуатации электровозов 2ЭС7 (депо Бабаево), 2ЭС5К (депо Кандалакша, Лянгасово),  ВЛ80 (депо Буй, Лоста, Лянгасово), ВЛ60 (депо Буй), ЧС4т (депо Киров), а также тепловозов ЧМЭ3 (депо Шарья, Буй).

## Тяговые плечи
- Шарья (станция) — Буй
- Шарья (станция) — Киров
- Шарья (станция) — Лянгасово
- Шарья (станция) — Балезино
- Шарья (станция) — Данилов
- Шарья (станция) — Вологда-I